# Ponte Rosso (Voghera)
Il Ponte Rosso è un ponte di Voghera. Era chiamato ponte di S. Alessandria; era nell'angolo a levante della riva dello Staffora e a mezzogiorno dell'antica strada Romea. Dal popolo era chiamato "ar pont ad preda", nel vernacolo locale "il ponte di pietra". Ora questo appellativo è passato al nuovo ponte inaugurato nel 1938 un centinaio di metri più a nord. Il ponte si chiama così probabilmente per la sua colorazione rossastra, ripresa nel 2015 con la prima verniciatura di alcune sue parti.

## Funzionamento
Questo ponte è noto per la sua funzione di collegamento tra due parti di Voghera: la città effettiva e la zona più meridionale e sulla sponda est del torrente Staffora. A luglio 2021 il ponte è stato chiuso in parte a causa di lavori e questo ha causato non pochi disagi a molti vogheresi, in particolare a coloro che vivevano nel sud-est del comune. 